# 念 (仏教)
仏教における念（ねん）は、以下のように多義的な意味で用いられる。

## 仏教の瞑想法における念
サンスクリットのスムリティ（smṛti）の訳としての念は、心所（心のはたらき）の名であり、かつて経験したことを明らかに記憶して忘れないことを意味する。五根の一つとしての念根、五力の一つとしての念力に数えられる。また、単に「思い」や「想い」の意味として「念」の語を用いることもある。
パーリ語の「サティ」（sati）に対応する語であり、これらの語は「意識・記憶していること」全般を広く言い表す語である。例えば、上座部仏教圏であるスリランカなどでは、師僧が小僧（沙弥）をしつける際などに、「サティ」（気を付けなさい）という言葉を使ったりする
。
分類としては、念は、五位七十五法では心所有法の大地法の一つに分類され、五位百法では心所有法の別境の一つである。 初期仏教における三十七道品においては、四念処の他に、五根のうちの念根、五力のうちの念力、七覚支のうちの念覚支、八正道の第7の正念などが説かれる。
安那般那念（アーナパーナ・サティ）は、初期仏教以来の瞑想の導入法として説かれており、自分の呼吸に意識を向ける（あるいは呼吸を数える）という行法である。
十念とは、仏・法・僧・戒・施・天・休息・安般・身・死という10の対象に向かって想をとどめ、他の想をやめて心を動乱させないことをいう。
業処とは、仏教の瞑想において観想する対象であり約40に分類されるが、その内の十随念のひとつの対象として仏（釈迦）がある（念仏#憶念）。

## 時間の長さ
極めて短い時間を念といい、一刹那、または60刹那、または90刹那などを一念とする。